# Alpiscorpius croaticus
Espèce
Synonymes
- Euscorpius germanus croaticus Caporiacco, 1950
- Euscorpius croaticus Caporiacco, 1950

Alpiscorpius croaticus est une espèce de scorpions de la famille des Euscorpiidae.

## Distribution
Cette espèce est endémique de Croatie. Elle se rencontre dans le Velebit et à Krk.

## Description
Le mâle décrit par Graham, Webber, Blagoev, Ivanova et Fet en 2012 mesure 32,74 mm et les femelle 31,43 mm et 34,40 mm.

## Systématique et taxinomie
Cette espèce a été décrite sous le protonyme Euscorpius germanus croaticus par Caporiacco en 1950. Elle est élevée au rang d'espèce par Graham, Webber, Blagoev, Ivanova et Fet en 2012. Elle est placée dans le genre Alpiscorpius par Podnar, Grbac, Tvrtković, Hörweg et Haring en 2021.

## Étymologie
Son nom d'espèce lui a été donné en référence au lieu de sa découverte, la Croatie.

## Publication originale
- Caporiacco, 1950 : « Le specie e sottospecie del genere Euscorpius viventi in Italia ed in alcune zone confinanti. » Atti della Accademia nazionale dei Lincei, sér. 8, vol. 2, no 4, p. 159-230.